# Dipturus gigas
Dipturus gigas  (лат.) — вид хрящевых рыб семейства ромбовых скатов отряда скатообразных. Обитают в северо-западной и центрально-западной частях Тихого океана. Встречаются на глубине до 800 м. Их крупные, уплощённые грудные плавники образуют диск в виде ромба со удлинённым и заострённым рылом. Максимальная зарегистрированная длина 140 см.

## Таксономия
Впервые вид был научно описан в 1958 году как Raja gigas. Видовой эпитет происходит от др.-греч. γίγας — «огромный».

## Ареал
Эти батидемерсальные скаты обитают у берегов Японии и Филиппин, а также в Восточно-Китайском море. Встречаются на континентальном шельфе и в верхней части материкового склона на глубине 300—800 м. Предпочитают песчаное дно.

## Описание
Широкие и плоские грудные плавники этих скатов образуют ромбический диск с треугольным вытянутым рылом и закруглёнными краями. На вентральной стороне диска расположены 5 жаберных щелей, ноздри и рот. На длинном хвосте имеются латеральные складки. У этих скатов 2 редуцированных спинных плавника и редуцированный хвостовой плавник. Максимальная зарегистрированная длина 140 см.

## Взаимодействие с человеком
Не являются объектом целевого лова. Попадаются в качестве прилова в ходе промысла костистых рыб, в том числе камбалы. Данных для оценки Международным союзом охраны природы охранного статуса вида недостаточно.